# 버나드 라이트슨
버나드 찰스 ("버니") 라이트슨(Bernard Charles ("Bernie") Wrightson, 1944년 6월 25일 ~ )은 전 미국의 다이빙 선수이다.
콜로라도주 덴버에서 태어난 라이트슨은 우선적인 3m 스프링보드 선수였으나, 10m 플랫폼에서도 AAU 선수권을 우승하였다.
애리조나 주립 대학교에서 수학하면서 1964년부터 1968년 사이에 다이빙에서 총 8개의 US 오픈 타이틀을 거머쥐었다. 1966년에는 1m와 3m 양 길이의 스프링보드에서 NCAA 타이틀을 우승하고, 이듬해 팬아메리칸 게임에서 우승을 거두었다.
1968년 멕시코시티 올림픽에서 170점의 올림픽 기록을 세워 금메달을 획득하였다.
1984년 국제 수영 명예의 전당에 헌액되었다.